# Liar (The Jesus Lizard)
Liar  è il terzo album discografico in studio del gruppo noise rock statunitense The Jesus Lizard, pubblicato nel 1992 dall'etichetta Touch and Go Records.

## Il disco
Il disco viene considerato tra i migliori lavori della band. Secondo Mark Demling di AllMusic: "Liar non è probabilmente il più selvaggio o il più strano album mai pubblicato dai Jesus Lizard, ma potrebbe essere il più potente, e forse il migliore."
La copertina del disco mostra un dipinto dell'artista Malcolm Bucknall, che si sarebbe occupato in futuro anche di quelle dell'album Down e del singolo Puss/Oh, the Guilt condiviso a metà con i Nirvana.
Il disco si è classificato alla posizione numero 58 nella lista dei migliori album degli anni novanta redatta dalla rivista on line Pitchfork.

## Tracce
- Tutti i brani sono opera dei Jesus Lizard, eccetto dove indicato.

1. Boilermaker - 2:14
2. Gladiator - 3:59
3. The Art of Self-Defense - 2:38
4. Slaveship - 4:12
5. Puss - 3:19
6. Whirl - 4:19
7. Rope - 2:18
8. Perk - 2:30
9. Zachariah - 5:42
10. Dancing Naked Ladies - 2:56

### Bonus Tracks Deluxe Remastered Edition
1. [silenzio] - 0:09
2. Wheelchair Epidemic (The Dicks) - 2:11
3. Dancing Naked Ladies - 3:02
4. Gladiator - 3:58
5. Boilermaker - 2:21

## Formazione
- David Yow – voce
- Duane Denison – chitarra
- David Wm. Sims – basso
- Mac McNeilly – batteria